# Mohammad Shtayyeh
Mohammad Shtayyeh, in arabo محمد اشتية‎? (Tell, 17 gennaio 1958), è un economista e politico palestinese.
Membro di spicco del partito Fatah e uomo di fiducia del presidente Mahmoud Abbas, è stato primo ministro dello Stato di Palestina dal 17 gennaio 2019 al 31 marzo 2024. È uno dei negoziatori di parte palestinese nell'ambito del conflitto arabo-israeliano e sostenitore della soluzione dei due Stati.
È stato ministro dei lavori pubblici e dell'edilizia abitativa per l'Autorità Palestinese nel 2005-2006 e nel 2008-2010, nel 2005 governatore palestinese della Banca Islamica ed è stato eletto nel comitato centrale di Fatah nelle elezioni del 2009 e del 2016.

## Biografia
Nato a Tell, Governatorato di Nablus, nel 1958, Shtayyeh si è laureato in amministrazione aziendale ed economia presso l'Università di Birzeit nel 1981. Ha poi frequentato l'Istituto di studi sullo sviluppo presso l'Università del Sussex a Brighton, nel Regno Unito, conseguendo il dottorato in sviluppo economico nel 1989.

## Carriera
Shtayyeh è stato professore di sviluppo economico dal 1989 al 1991 presso l'Università di Birzeit. In seguito divenne preside degli affari studenteschi fino al 1993.

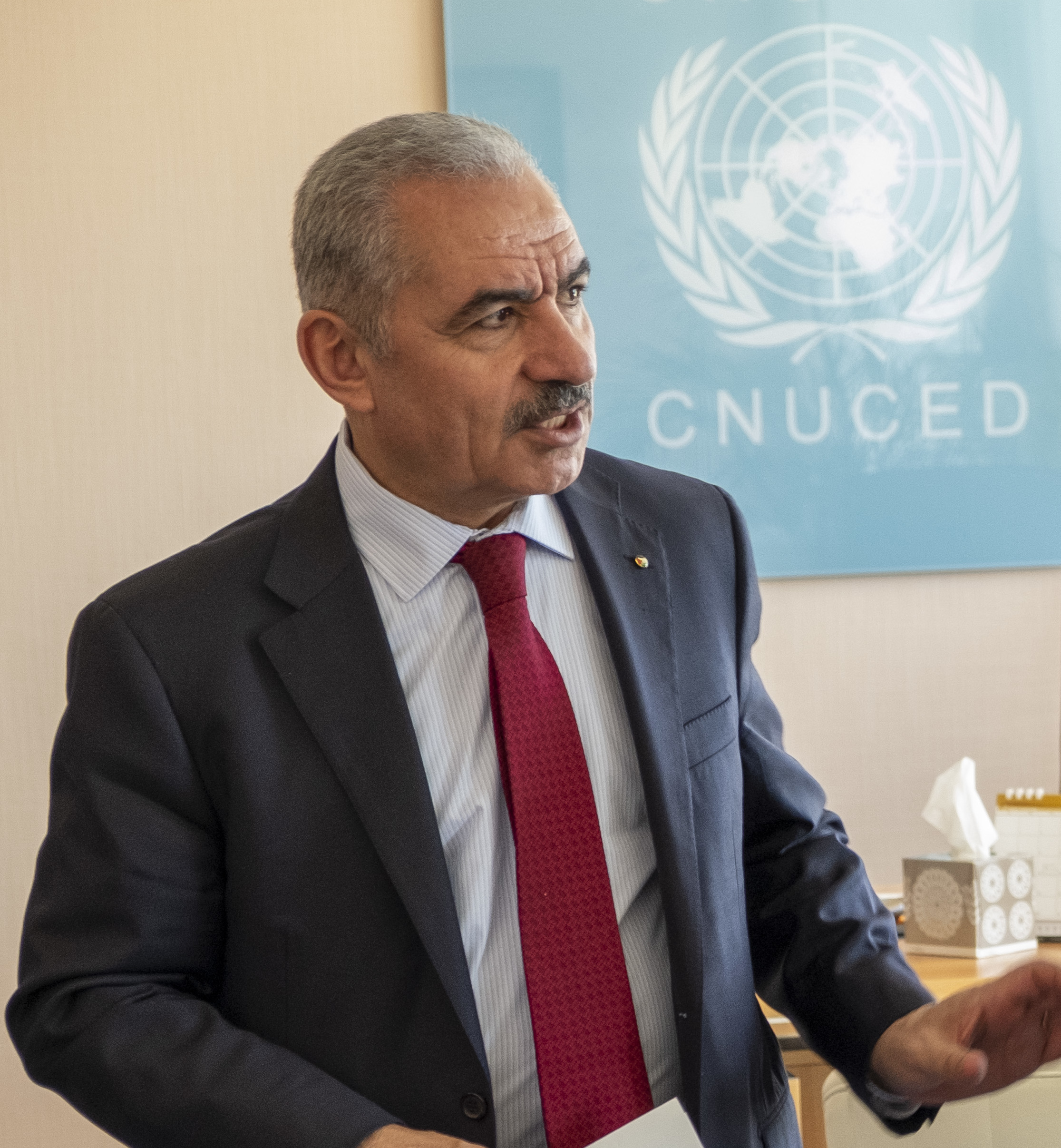
Mohammad Shtayyeh nel 2019

Nel 1991 ha fatto parte della squadra palestinese alla Conferenza di Madrid nel 1991 e membro della delegazione negoziale palestinese in occasioni successive. Nel 1996 Shtayyeh è stato nominato ministro del Consiglio economico palestinese per lo sviluppo e la ricostruzione (PECDAR), un fondo di investimento pubblico da 1,6 miliardi di dollari. Ha ricoperto il ruolo di direttore dell'amministrazione e delle finanze dal 1994 al 1996. Dal 1995 al 1998, è stato segretario generale della Commissione elettorale centrale della Palestina. Dal 2005, Shtayyeh è il governatore palestinese della Banca islamica. Dal 2005 al 2006 e poi nuovamente dal 2008 al 2010 è stato ministro dei lavori pubblici e dell'edilizia abitativa. 

### Primo Ministro della Palestina
Il 10 marzo 2019, Shtajjeh è stato incaricato dal presidente Mahmoud Abbas di formare un nuovo governo. Il 13 aprile 2019, Shtajjeh e il suo gabinetto hanno prestato giuramento. Il nuovo governo comprende principalmente membri del Fatah di Abbas. Altri partiti, come il Fronte popolare per la liberazione della Palestina (VFLP), avevano rifiutato la partecipazione al governo perché sostenevano un governo di unità con il radicale islamico Hamas.
Da quando è diventato primo ministro della Palestina, ha portato avanti negoziati di pace tra Hamas, che di fatto controllava la Striscia di Gaza prima del conflitto esploso nel 2023, e il governo centrale palestinese in Cisgiordania. 
Quando i capi di stato dei 55 membri dell’Unione africana si sono incontrati per un vertice di due giorni nel febbraio 2022, Shtayyeh ha esortato l’Unione africana a rimuovere lo status di osservatore di Israele.